# Mirko Cvetković

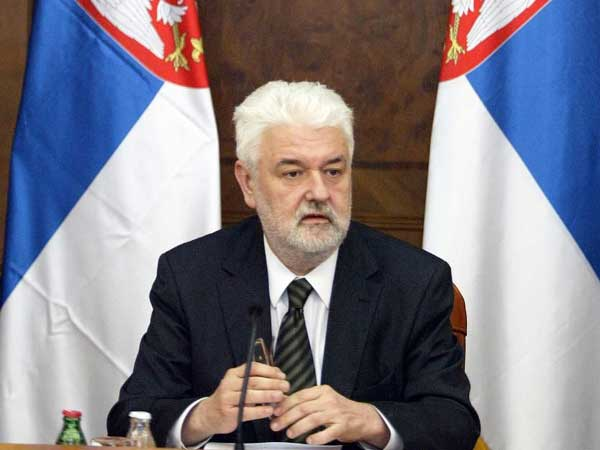
Mirko Cvetković

Mirko Cvetković (Servisch: Мирко Цветковић) (Zaječar, 16 augustus 1950) is een Servisch politicus en was van 2008 tot 2012 minister-president van zijn land. 
Hij studeerde af aan de Faculteit der Economische Wetenschappen van de Universiteit van Belgrado. Na zijn studie werkte Cvetković tien jaar voor het Mijnbouw Instituut. 
Op 15 mei 2007 werd hij minister van Financiën in het kabinet Koštunica. Na de parlementsverkiezingen in 2008 droeg president Boris Tadić hem voor als minister-president. Op 7 juli werd Cvetković door het Servische parlement tot minister-president gekozen.  Onder zijn bewind kreeg Servië de status van kandidaat-lidstaat van de EU en vervulde verplichtingen jegens het Internationaal Straftribunaal voor het voormalige Joegoslavië (ICTY). De periode van zijn premierschap werd gekenmerkt door de uitdagingen van de onafhankelijkheidsverklaring van Kosovo en de wereldwijde financiële crisis, wat leidde tot lage economische groei. Zijn termijn eindigde in 2012 en hij werd opgevolgd door Ivica Dačić
- Gemeinsame Normdatei: 1050649222
- International Standard Name Identifier: 0000 0000 4523 5533
- Library of Congress Control Number: n2003116152
- Virtual International Authority File: 4315290
- WorldCat: E39PBJrCgbmQY6HPCjgYdbqJDq